# Tombe Morelli
La tombe Morelli est la tombe étrusque principale de la nécropole Morelli près de  Chianciano Terme.

## Description
La tombe, dont le nom est dû au lieu de sa découverte en 1995, est celle d'un individu étrusque de rang « principesco » de la période orientalisante étrusque (VIIe siècle av. J.-C.).
L'abondance du mobilier funéraire trouvé intact a entraîné son déplacement et sa remise en situation dans une grande reconstitution au musée civique archéologique de Chianciano Terme, visible dès l'accueil.

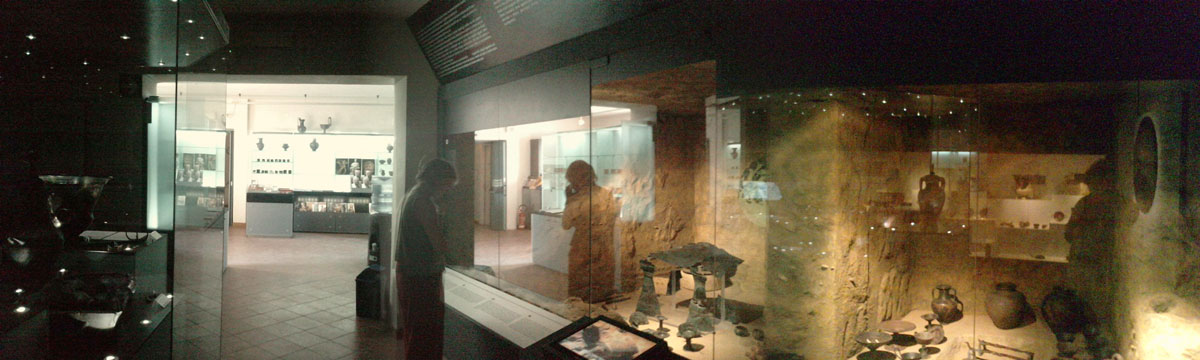
Reconstitution de la tombe Morelli entière au musée civique.

## Sources
- Plaquette-guide du musée, p. 37-51, édition de la Fondation des musées siennois